# Brugheas
Brugheas település Franciaországban, Allier megyében. Lakosainak száma 1556 fő (2022. január 1.). Brugheas Abrest, Bellerive-sur-Allier, Biozat, Hauterive, Serbannes, Bas-et-Lezat, Effiat és Saint-Sylvestre-Pragoulin községekkel határos.

## Népesség
A település népességének változása:
| Lakosok száma | 1012 | 1200 | 1223 | 1291 | 1377 | 1462 | 1484 | 1497 | 1531 | 1556 |
|               | 1968 | 1982 | 1999 | 2006 | 2011 | 2015 | 2017 | 2018 | 2020 | 2022 |